# Buzkashi
El buzkashi o kokpar és una activitat eqüestre practicada a l'Afganistan, on és considerada esport nacional. A pesar que es practica a l'Afganistan, es va originar probablement a l'Uzbekistan.
Consisteix en dos equips de chapandoz, o genets, en un camp d'aproximadament dos quilòmetres de longitud. Els jugadors de cada equip no es diferencien en el color de la seua samarreta, sinó que es coneixen entre ells. L'objectiu del joc és conduir el boz, que és una cabra sense cap i sense extremitats, des d'un extrem del camp a l'altre. Els integrants de tots dos equips pugnen per emportar-se el cos de la cabra al centre del terreny de joc.
És un joc molt violent, ja que no té moltes regles i els genets acaben embolicats en vertaderes batalles sagnants. Tampoc hi ha àrbitres, cosa per la qual el resultat depèn només dels jugadors. Per al genet la recompensa és el prestigi que pot obtenir davant la resta dels seus parells. Els capitans, denominats "chapandaz", amb turbants i barbes negres, arriben a la pista amb fusells kalàixnikov al muscle i guardaespatles i es donen la mà abans de començar el partit.

## Història
El buzkashi degué haver començat entre el segle X i el XV, estenent-se des de la Xina i Mongòlia. Les migracions van acabar en els anys 30 del segle xx. Durant el règim talibà, el buzkashi va estar prohibit, ja que el consideraven immoral, però al final del període, l'esport es practica de nou.